# Kriéger Automobil
Kriéger Automobil AG war ein deutscher Hersteller von Automobilen.

## Unternehmensgeschichte
Das Unternehmen war eine Zweigstelle von Compagnie Parisienne des Voitures Électriques Système Kriéger. Der Firmensitz war in der Wilhelmstraße 131/132 in Berlin. 1905 begann die Produktion von Automobilen. Der Markenname lautete Kriéger. 1907 endete die Produktion.

## Fahrzeuge
Das Unternehmen stellte Luxusautomobile mit Elektromotoren her. Außerdem entstanden Omnibusse mit benzin-elektrischem Antrieb.